# Håvard Bøkko
Håvard Bøkko (fonetisch: hɔːvɑr bʌkku) (Hønefoss, 2 februari 1987) is een Noors oud-schaatser, en broer van schaatsster Hege Bøkko.

## Biografie
Håvard Bøkko deed in 2005 op 17-jarige leeftijd mee aan het Europees kampioenschap in Heerenveen waar hij verdienstelijk tiende werd. Later dat jaar werd hij in Finland derde op het Wereldkampioenschap voor junioren, achter Sven Kramer en Wouter Olde Heuvel.
In 2006 was Bøkko wereldrecordhouder junioren op de 1500, 3000 en 5000 meter. Alleen Eric Heiden (van 5 februari 1978 tot 29 februari 1979) en Falko Zandstra (van 3 maart 1991 tot 2 maart 1996) lukte het ook om gelijktijdig drie wereldrecords junioren in handen te hebben. De eerste twee is hij inmiddels kwijt geraakt, op de 5000 meter is hij nog steeds recordhouder.
In 2006 stond Bøkko voor het eerst op het podium op een internationaal allroundtoernooi. Op het EK in Hamar pakte hij brons en toen voor de eerste en vooralsnog laatste keer sneller dan Sven Kramer. De Olympische Winterspelen in Turijn was voor Bøkko teleurstellend, hij viel op de 1500 meter, maar het seizoen sloot hij in stijl door met de wereldtitel voor junioren aan de haal te gaan en een week later bij de senioren 6e te worden op het WK allround.
Tijdens het EK Allround 2007 in Collalbo stond hij, na Sven Kramer en Enrico Fabris, na de 500 meter en 5 km derde in het klassement. Hij eindigde uiteindelijk als vierde, na Kramer, Fabris en Carl Verheijen. Tijdens het WK allround dat jaar in Heerenveen was de top vier hetzelfde. Bøkko reed tijdens het WK een persoonlijk record op de 10 kilometer.
Bij het EK Allround van 2008 in het Russische Kolomna kwam hij een stapje dichter bij de top. Hij werd nu tweede en hoefde slechts Sven Kramer voor te laten gaan. Bøkko deed ook mee aan de WK sprint dat op 19 en 20 januari 2008 werd gehouden in Thialf. Bij het WK allround in Berlijn werd Bøkko wederom tweede achter Kramer.
Op 23 februari verdedigde Bøkko zijn voorsprong in het wereldbekerklassement. Een dag eerder had hij nog last van griepverschijnselen, maar moest er wel voor zorgen om minimaal als negende te eindigen wat hij ook deed (6e) en had zo vijftien punten voorsprong op Kramer. Een dag later werd bekend dat hij niet deel zou nemen aan de WK afstanden, hij werd in deze periode geopereerd aan zijn schouder die in oktober uit de kom was geschoten..
Tijdens de derde wereldbekerwedstrijd op 22 november 2008 in Moskou won Bøkko de 1500 meter waarmee hij op de tweede plek kwam in het klassement.
Op het EK allround 2009 wilde Bokko echt de competitie aangaan met Sven Kramer, maar daar die kans verspilde hij doordat hij weggleed op zijn 500 meter, juist de afstand waar hij afstand kon nemen van Kramer. Ondanks deze uitglijder werd hij uiteindelijk toch nog tweede achter Kramer ten koste van Wouter Olde Heuvel, die zijn voorsprong verspeelde op de 10 kilometer.
Op 22 juni 2009 werd gemeld dat Bøkko zijn schouder had gebroken tijdens een training. Na een operatie hoopte Mueller dat de trainingen in augustus hervat konden worden. Op het EK van 2010 kwam hij op de 500 meter ten val, en zag van verdere deelname af. Op de Winterspelen van 2010 eindigde hij op de 5000 op de vierde plaats, wist hij de bronzen medaille op de 1500 meter te winnen en op de 10.000 meter eindigde hij als vijfde.
Op 10 maart 2011 won Bøkko zijn eerste grote titel door wereldkampioen te worden op de 1500 meter tijdens de WK Afstanden in Inzell, Duitsland. Tijdens het WK allround in Calgary leverde Bøkko bij afwezigheid van Sven Kramer een topprestatie op de 10.000 meter met een tijd van 12.53,89, maar de Noor liet de wereldtitel liggen op nota bene zijn favoriete afstand, de 1500 meter. Uiteindelijk werd hij tweede in het eindklassement, vlak achter de Rus Ivan Skobrev. In 2012 verliet hij het team van Mueller en keerde terug naar de Noorse kernploeg.
In de jaren 2012 en 2013 presteerde Bøkko goed op de internationale allroundtoernooien, maar een titel zat er niet in. Een tweede plek op het WK Allround in 2013 was zijn beste prestatie in deze twee jaren.
Het jaar 2014 stond voor Bøkko volledig in het teken van de Olympische Winterspelen 2014 in Sotsji. Hij had zich volledig gericht op de 1500 meter. Hij stelde echter teleur met een 6e plek hoewel de verschillen erg klein waren tussen de favorieten. Ook op de 5000 meter stelde de Noor teleur door een 9e tijd neer te zetten. De 10.000 meter liet hij aan zich voorbijgaan om zich samen met zijn Noorse ploeggenoten te richten op de ploegenachtervolging. Ook dit werd een teleurstelling: het Noorse team speelde weinig klaar met een 5e plek.
Het seizoen 2015 werd door een zeer gebrekkige voorbereiding en basis, veroorzaakt door een springersknie waar hij reeds sinds december 2013 last van had, ook een zeer teleurstellend seizoen voor Bøkko. Hij kon in de hele zomer van 2014 niet trainen vanwege deze blessure, waardoor hij een trainingsachterstand opliep ten opzichte van zijn concurrenten. Op het EK allround eindigde Bøkko op de 10e plek, op het WK Allround werd hij 11e.
In augustus 2015 liet Bøkko een halterstang op zijn knie vallen na een krachttraining. Dit zorgde ervoor dat zijn seizoen 2016 niet optimaal kon verlopen: regelmatig schaatste hij rond met pijn. Daarnaast kon hij vanwege de pijn niet intensief genoeg trainen, waardoor hij zijn hoogste niveau niet kon halen. Ondanks de aanhoudende knieklachten reed Bøkko eind 2015 in een wereldbekerwedstrijd in Salt Lake City de 10.000 meter in 13.01,54, wat voor hem persoonlijk een erg goede tijd is. Op zowel het EK allround als op het WK allround eindigde Bøkko op als 4e en greep daarmee net naast de medailles. Het seizoen 2016 verliep op vrijwel alle fronten een stuk beter dan zijn seizoen ervoor. Vooral op de 10 kilometer boekte Bøkko vooruitgang ten opzichte van zijn seizoenen ervoor door een aantal solide 10 kilometers te schaatsen, waaronder op het WK allround.
Bøkko nam afscheid van de professionele schaatssport op 1 maart 2020, na het WK Allround op zijn thuisbaan in Hamar.

## Records

### Persoonlijke records
| Afstand      | Tijd      | Datum            | Baan           |
| ------------ | --------- | ---------------- | -------------- |
| 500 meter    | 35,75     | 28 februari 2015 | Calgary        |
| 1000 meter   | 1.08,42   | 13 december 2009 | Salt Lake City |
| 1500 meter   | 0 1.42,67 | 6 maart 2009     | Salt Lake City |
| 3000 meter   | 3.39,02   | 7 november 2015  | Calgary        |
| 5000 meter   | 0 6.09,94 | 7 maart 2009     | Salt Lake City |
| 10.000 meter | 12.53,89  | 13 februari 2011 | Calgary        |

### Wereldrecords
| Nr.  | Afstand               | Tijd    | Datum            | Baan           |
| ---- | --------------------- | ------- | ---------------- | -------------- |
| jr1. | 3000 meter (junioren) | 3.43,66 | 5 november 2005  | Calgary        |
| jr2. | 5000 meter (junioren) | 6.18,93 | 13 november 2005 | Calgary        |
| jr3. | 1500 meter (junioren) | 1.46,07 | 18 november 2005 | Salt Lake City |
| jr4. | 3000 meter (junioren) | 3.43,20 | 21 maart 2006    | Calgary        |

|  | = huidig wereldrecord |

## Resultaten
| Jaar | NK allround                                      | NK sprint                                               | EK allround                                               | WK allround                                                | WK sprint                                                        | WK afstanden                                    | Olympische Spelen                                          | Wereldbeker | WK junioren                                             |
| ---- | ------------------------------------------------ | ------------------------------------------------------- | --------------------------------------------------------- | ---------------------------------------------------------- | ---------------------------------------------------------------- | ----------------------------------------------- | ---------------------------------------------------------- | --- | ------------------------------------------------------- |
| 2004 |                                                  |                                                         |                                                           |                                                            |                                                                  |                                                 |                                                            | | 22e Allround 31e 500 m 29e 3000 m 19e 1500 m 13e 5000 m |
| 2005 |                                                  |                                                         | 10e Allround 7e 500 m 14e 5000 m 13e 1500 m 14e 10.000 m  | 15e Allround 9e 500 m 14e 5000 m 16e 1500 m NC 10.000 m    |                                                                  | 12e 5000 m                                      |                                                            | 32e 5000 m / 10.000 m (4e, 3e, 19e*, -, -, -*) | Allround · 500 m · 7e 3000 m · 1500 m · 7e 5000 m       |
| 2006 |                                                  |                                                         | Allround · 5e 500 m · 7e 5000 m · 1500 m · 5e 10.000 m    | 6e Allround 9e 500 m 9e 5000 m 11e 1500 m 8e 10.000 m      |                                                                  |                                                 | NF 1500 m 4e Pursuit                                       | · 19e 1500 m (5e, 16e, 14e, 6e, 11e) · 12e 5000 m / 10.000 m (3e, 10e, 17e*, 11e, 11e) · 4e Pursuit (-, -, ) ·                                              | Allround · 4e 500 m · 3000 m · 1500 m · 5000 m          |
| 2007 |                                                  |                                                         | 4e Allround 6e 500 m 4e 5000 m 7e 1500 m 4e 10.000 m      | 4e Allround 9e 500 m 4e 5000 m 10e 1500 m 5e 10.000 m      |                                                                  | 6e 1500 m 6e 5000 m 5e 10.000 m                 |                                                            | 54e 1000 m (-, 4e, -, -, -, -, -, -, -, -) · 18e 1500 m (12e, 11e, 13e, -, -, 9e) · 10e 5000 m / 10.000 m (4e, 10e, 9e*, -, -*, 6e) · 8e Pursuit (, -, 12e) |                                                         |
| 2008 | Allround · 500 m · 5000 m · 1500 m · 10.000 m    |                                                         | Allround · 4e 500 m · 5000 m · 4e 1500 m · 10.000 m       | Allround · 5e 500 m · 5000 m · 7e 1500 m · 10.000 m        | 12e Sprint 22e 1e 500 m 7e 1e 1000 m 26e 2e 500 m 8e 2e 1000 m   |                                                 |                                                            | 31e 1000 m (-, 5e, 1e, 10e, -, -, -, -, -, -) · 9e 1500 m (7e, 6e, , 6e, 4e, 6e, -) · 5000 m / 10.000 m (, 5e, *, , *, 6e) · Pursuit (, 4e, , -) ·          |                                                         |
| 2009 | Allround · 500 m · 5000 m · 1500 m · 10.000 m    |                                                         | Allround · 15e 500 m · 5000 m · 5e 1500 m · 10.000 m      | Allround · 500 m · 5000 m · 1500 m · 10.000 m              | 19e Sprint 20e 1e 500 m 8e 1e 1000 m 24e 2e 500 m 13e 2e 1000 m  | · 5e 1500 m · 5000 m · 10.000 m · 5e Pursuit    |                                                            | 33e 1000 m (11e, 12e, -, -, -, -, -, -, -, -) · 1500 m (6e, 4e, , 5e, 13e, 4e) · 5000 m / 10.000 m (, 6e, *, , *, ) · 6e Pursuit (-, -, ) ·                 |                                                         |
| 2010 | Allround · 500 m · 5000 m · 1500 m · 10.000 m    | Sprint · 4e 1e 500 m · 1e 1000 m · 2e 500 m · 2e 1000 m | NF Allround 32e 500 m NS 5000 m NS 1500 m NS 10.000 m     | Allround · 9e 500 m · 5000 m · 6e 1500 m · 10.000 m        |                                                                  |                                                 | 19e 1000 m · 1500 m · 4e 5000 m · 5e 10.000 m · 4e Pursuit | 27e 1000 m (1e, 14e, -, 14e, -, -) · 1500 m (, , 4e, 4e, 6e) · 5000 m /10.000 m (, , 4e*, 6e, 5e, ) · Pursuit (4e, , ) ·                                    |                                                         |
| 2011 | Allround · 500 m · 5000 m · 1500 m · 10.000 m    |                                                         | 5e Allround · 4e 500 m · 5e 5000 m · 1500 m · 5e 10.000 m | Allround · 7e 500 m · 5000 m · 5e 1500 m · 10.000 m        | 21e sprint 33e 1e 500 m 15e 1e 1000 m 28e 2e 500 m 10e 2e 1000 m | · 1500 m · 5e 5000 m · 7e 10.000 m · 5e Pursuit |                                                            | · 1500 m (9e, , 5e, 5e, 5e, 5e) · 4e 5000 m / 10.000 m (8e, , 4e*, , 5e*, 6e) · Pursuit (, ) ·                                                              |                                                         |
| 2012 | allround · 500 m · 5000 m · 1500 m · 10.000 m    |                                                         | Allround · 5e 500 m · 5e 5000 m · 9e 1500 m · 10.000 m    | 4e Allround · 5e 500 m · 5e 5000 m · 1500 m · 4e 10.000 m  |                                                                  | · 1500 m · 5e 10.000 m · 5e Pursuit             |                                                            | 27e 1000 m (6e, -, -, -, -, 1e, 15e) · 1500 m (9e, , ) · 4e 5000 m / 10.000 m (9e, 4e, 4e*, 5e, *, 8e) · 8e Pursuit (-, 10e, -, -) · 4e Grand World Cup     |                                                         |
| 2013 | Allround · 500 m · 5000 m · 1500 m · 10.000 m    |                                                         | Allround · 500 m · 7e 5000 m · 5e 1500 m · 4e 10.000 m    | Allround · 500 m · 5e 5000 m · 1500 m · 10.000 m           |                                                                  | 11e 1500 m NF 5000 m 5e Pursuit                 |                                                            | · 1500 m (, 5e, , 11, 5e, 6e) · 7e 5000 m / 10.000 m (8e, 6e, 4e*, 9e, -*, 7e) · 4e Pursuit (6e, , 5e, 4e) · 12e Grand World Cup                            |                                                         |
| 2014 | Allround · 500 m · 5000 m · 1500 m · 4e 10.000 m |                                                         | Allround · 500 m · 7e 5000 m · 6e 1500 m · 5e 10.000 m    | 6e Allround · 500 m · 6e 5000 m · 9e 1500 m · 6e 10.000 m  |                                                                  |                                                 | 19e 1000 m 6e 1500 m 9e 5000 m 5e Pursuit                  | 34e 1000 m (17, -, 11, -, 2e, -) · 11e 1500 m (12e, 11e, 9e, 9e, 12e, 6e) · 14e 5000 m / 10.000 m (12e, 14e, 7e*, -, 10e, 6e) · 3e Pursuit (6e, 4e, 4e, ) · |                                                         |
| 2015 | Allround · 500 m · 5000 m · 1500 m · 10.000 m    |                                                         | 10e Allround 5e 500 m 9e 5000 m 10e 1500 m NC 10.000 m    | 11e Allround 5e 500 m 14e 5000 m 13e 1500 m NC 10.000 m    |                                                                  | 13e 1500 m 13e 5000 m 7e Pursuit 14e massastart |                                                            | 27e 1500 m (-, -, -, 3e) 15e 5000 m / 10.000 m (-, -*, -, 2e)                                                                                               |                                                         |
| 2016 | Allround · 500 m · 5000 m · 1500 m · 10.000 m    | Sprint · 1e 500 m · 1e 1000 m · 2e 500 m · 2e 1000 m    | 4e Allround 6e 500 m 4e 5000 m 10e 1500 m 4e 10.000 m     | 4e Allround · 500 m · 8e 5000 m · 10e 1500 m · 4e 10.000 m |                                                                  | · 12e 5000 m · Pursuit                          |                                                            | 40e 1500 m (-, -, -, ) 6e 5000 m / 10.000 m (-, -*, -, ) 14e Massastart (-, -, -)                                                                           |                                                         |
|      |                                                  |                                                         |                                                           |                                                            |                                                                  |                                                 |                                                            | |                                                         |
| 2018 |                                                  |                                                         |                                                           | 9e Allround 9e 500 m 9e 5000 m 8e 1500 m NC 10.000 m       |                                                                  |                                                 | 18e 5000 m · 11e 10.000 m · Pursuit                        | |                                                         |
| 2019 | Allround · 500 m · 5000 m · 1500 m · 10.000 m    |                                                         | 10e Allround 5e 500 m 9e 5000 m 10e 1500 m NC 10.000 m    | NC11 Allround 4e 500 m 20e 5000 m 11e 1500 m NC 10.000 m   |                                                                  | · 16e 1500 m · 16e 5000 m · Pursuit             |                                                            | |                                                         |
| 2020 |                                                  |                                                         |                                                           | NC12 Allround 6e 500 m 13e 5000 m 19e 1500 m NC 10.000 m   |                                                                  | 18e 5000 m 7e Pursuit                           |                                                            | |                                                         |

Legenda:
NC = niet geplaatst
NF = niet gefinisht
NS = niet gestart
cursief = B-Divisie
* = 10.000 meter

### Medaillespiegel
| Kampioenschap          | Goud | Zilver | Brons |
| ---------------------- | ---- | ------ | ----- |
| EK allround klassement | 0    | 2      | 4     |
| EK allround afstanden  | 2    | 4      | 3     |
| WK allround klassement | 0    | 4      | 1     |
| WK allround afstanden  | 4    | 8      | 2     |
| WK afstanden           | 1    | 3      | 1     |
| Olympische Spelen      | 1    | 0      | 1     |
| WK junioren            | 1    | 0      | 1     |

2006: Anesi/Donagrandi/Fabris/Sanfratello ·
2010: Morrison/Giroux/Makowsky ·
2014: Blokhuijsen/Kramer/Verweij ·
2018: Bøkko/Henriksen/Nilsen/Pedersen ·
2022: Engebråten/Kongshaug/Pedersen